# Johann Christian Jacobi (Küster)
Johann Christian Jacobi, auch John Christian Jacobi (* 1670; † 14. Dezember 1750 in London) war ein deutsch-englischer Küster, Buchhändler, Übersetzer und Kantor in London.

## Leben

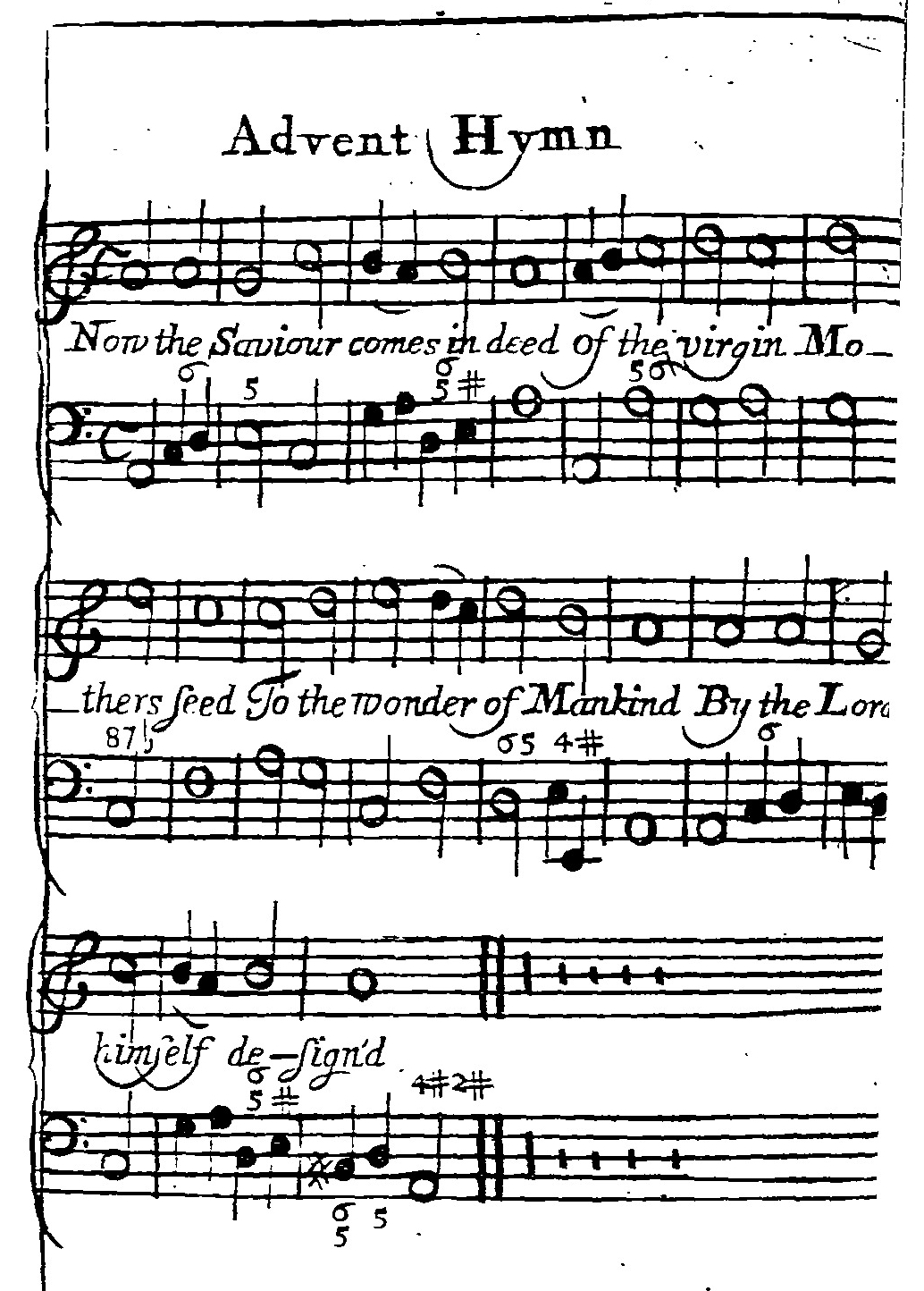
Anfang von Nun komm, der Heiden Heiland in der ersten Ausgabe der Psalmodia Germanica

Jacobi soll an der Universität Halle studiert und engen Kontakt zu den Hallenser Pietisten um August Hermann Francke gehabt haben. Anfang des 18. Jahrhunderts kam er nach London, wo er 1708 zum Keeper (Küster, Verwalter) der Chapel Royal, der deutschen lutherischen Hofkapelle im St James’s Palace ernannt wurde und 1709 am Strand einen Buchladen mit vorwiegend pietistischer Literatur eröffnete. 1710 erlangte er die Einbürgerung in England, 1719 übernahm er zusätzlich zum Amt des Küsters, das er bis zu seinem Tod innehatte, auch das des Kantors an der Chapel Royal. Da sein Buchladen wohl nur bis 1717 oder 1718 bestand, betätigte er sich in der folgenden Zeit überwiegend als Übersetzer. Er übersetzte vor allem pietistische Literatur aus dem Deutschen, aber auch die französische Werke wie den Märtyrerbericht des Hugenotten Élie Neau.
Von besonderer Bedeutung waren seine Übersetzungen deutscher Kirchenlieder ins Englische. Sie erschienen zuerst 1720 und waren den Töchtern König Georgs II., den Prinzessinnen Anne, Amalia und Carolina, gewidmet. Die Sammlung enthielt 15 Lieder. Eine zweite erweiterte Auflage erschien 1722. Sie enthielt 62 Lieder, darunter auch zwei original englische Kirchenlieder von Isaac Watts. Eine dritte Auflage erschien 1732, und eine vierte, wiederum erweiterte Auflage wurde nach Jacobis Tod 1765 herausgegeben.
Im Sommer 1735 reiste Jacobi, der mit der Herrnhuter Brüdergemeine sympathisierte, nach Deutschland, um Herrnhut zu besuchen. Nach seiner Rückkehr war er wieder als Übersetzer und Herausgeber tätig, unter anderem für John Byrom.
Er wurde auf dem Kirchhof von St. Paul’s Covent Garden begraben.

## Werke
- A Collection of Divine Hymns, Translated from the High Dutch. London 1720

2. Auflage: Psalmodia Germanica; or, a specimen of Divine Hymns, translated from the High Dutch Together with their proper tunes and thorough bass. London: J. Young 1722 (Digitalisat)
3. unveränderte Auflage 1732
4. Auflage: Psalmodia Germanica; or the German Psalmody Translated from the High German. Together with their proper tunes, etc. with Supplement, Edited by J Haberkorn; Third edition, London: J. Haberkorn 1765
- Memoirs of the life and death of the late Reverend Mr. Anthony William Boehm. By Johann Jakob Rambach, now made English by John Christian Jacobi. London: Richard Ford 1735